# Lafayette College
Het Lafayette College is een particulier college voor vrije kunsten en techniek, gelegen in Easton in de Amerikaanse staat Pennsylvania.
Het college werd in 1826 opgericht door burgers van Easton, en opende in 1932 zijn deuren voor studenten. De eerste klas bestond uit 43 studenten. Het college is vernoemd naar generaal Lafayette, die kort daarvoor New York had bezocht. In 1854 ging het college een band aan met de Presbyteriaanse Kerk.
De studenten aan het college zijn allemaal undergraduates, afkomstig uit 37 Amerikaanse staten en 57 landen. In 2009 werd het college 35e op U.S. News & World Report’s lijst van nationale colleges voor vrije kunsten.
De campus van het college ligt aan de Delaware River en telt meerdere gebouwen. Het grootste gebouw is Pardee Hall. Een ander bekend gebouw is het South College.
Het college heeft 18 sportclubs.